# On the Horizon
«On the Horizon» — второй сингл Melanie C с альбома «Reason». Сингл в продаже провалился. Его результаты были хуже, чем у предыдущего сингла. «On the Horizon» достиг 14 строчки в Великобритании. За первую неделю было продано всего 8 тысяч копий, а всего было продано чуть больше 20000 копий. Этот сингл ничего не сделал для увеличения продаж альбома «Reason», который продолжал падать. Только в Нидерландах сингл смог дойти до 52 строчки. В Бразилии, сингл дошёл до 12 места.

## Видеоклип
Музыкальное видео "On The Horizon" было снято Говардом Гринхалхом и снято в Бенальмадене и его окрестностях на юге Испании 9-10 апреля 2003 года. Мелани в Испании ездит, чтобы найти дублированные образы себя, застывшие в разных сценах. Когда она находит их, Мелани входит внутрь них, чтобы дать сценам движение. Копии Мелани на автомойке, играют в баскетбол и прыгают в воду с мужчиной. В конце видео Мелани и ее дублированное изображение вместе уезжают в машине.

## Трек-лист и формат
- Великобритания (CD)

1. «On the Horizon» [Radio Mix] — 3:36
2. «I Love You Without Trying» — 4:10

- Великобритания (DVD)

1. «On the Horizon» (music video) — 3:33
2. «Never Be the Same Again » [Acoustic] — 4:07
3. «Wonderland» — 6:17
4. Behind the Scenes at «On the Horizon» Video shoot — 2:00

- Европа (CD Maxi)

1. «On the Horizon» [Radio Mix] — 3:36
2. «I Love You without Trying» — 4:10
3. «Goin' Down» [Live acoustic version] — 3:39

## Чарты
| Чарт (2003)                                | Пик позиция |
| ------------------------------------------ | ----------- |
| Бельгия/Фландрия (Ultratip Bubbling Under) | 5           |
| Бельгия/Валлония (Ultratip Bubbling Under) | 16          |
| Европа (Eurochart Hot 100)                 | 46          |
| Германия (GfK)                             | 80          |
| Ирландия (IRMA)                            | 34          |
| Италия (FIMI)                              | 45          |
| Нидерланды (Dutch Top 40)                  | 16          |
| Нидерланды (Single Top 100)                | 54          |
| Румыния (Romanian Top 100)                 | 17          |
| Шотландия (OCC Scotland)                   | 12          |
| Великобритания (OCC UK Singles)            | 14          |

## Примечание
1. ↑  SoloSpiceNews.com - Spice Girls Solo Projects News
2. ↑   "Melanie C – On the Horizon" (нид.). Ultratip.  Дата обращения: 28 июля 2018.
3. ↑   "Melanie C – On the Horizon" (фр.). Ultratip.  Дата обращения: 28 июля 2018.
4. ↑  Eurochart Hot 100 Singles (англ.) // Music & Media : magazine. — 2003. — 21 June (vol. 21, no. 26). — P. 15.
5. ↑   "Melanie C – On the Horizon" (нем.). GfK Entertainment charts.  Дата обращения: 20 апреля 2017.
6. ↑   "Irish-charts.com – Discography Melanie C". Irish Singles Chart.  Дата обращения: 20 января 2020.
7. ↑   "Melanie C – On the Horizon". Top Digital Download.  Дата обращения: 20 апреля 2017.
8. ↑   "Nederlandse Top 40 – week 26, 2003" (нид.). Dutch Top 40.  Дата обращения: 28 июля 2018.
9. ↑   "Melanie C – On the Horizon" (нид.). Single Top 100.  Дата обращения: 20 апреля 2017.
10. ↑  Arhiva romanian top 100 – Editia 30, saptamina 4.08–10.08, 2003 (рум.). Romanian Top 100. Дата обращения: 13 мая 2020. Архивировано из оригинала 18 февраля 2005 года.
11. ↑   "Official Scottish Singles Sales Chart Top 100". Official Charts Company.  Дата обращения: 20 апреля 2017.
12. ↑   "Official Singles Chart Top 100". Official Charts Company.  Дата обращения: 20 апреля 2017.